# Nelly (nhà giải trí Ai Cập)
Nelly Artin Kalfayan (tiếng tiếng Armenia: Նելլի Արթին Կալֆայան, sinh ngày 3 tháng 1 năm 1949 tại Cairo, Ai Cập), được biết đến với biệt danh Nelly, là một nữ diễn viên, ca sĩ, diễn viên hài, vũ công, nhân vật truyền hình và một nghệ sĩ giải trí toàn diện.

## Hoàn cảnh gia đình
Nelly là người gốc Armenia từ một gia đình di cư từ Aleppo, Syria. Ngôi trường mà bà theo học khi còn nhỏ được điều hành bởi và dành cho những người gốc Armenia ở Cairo. Bà là em gái của Feyrouz, một nữ diễn viên nhí nổi tiếng và là chị em họ của Lubluba, một nữ diễn viên điện ảnh nổi tiếng người Ai Cập-Armenia khác lớn hơn bà một chút. Nelly đã kết hôn với đạo diễn phim Ai Cập Houssam El-Din Mustafa, và sau đó, bà kết hôn với nhạc sĩ Moody Elemam trong một thời gian rất ngắn. Sau đó, bà kết hôn với Khaled Barakat (doanh nhân Ai Cập) và chuyển đến London, sau đó ly dị và kết hôn với Adel Hossny, một doanh nhân Ai Cập khác làm việc trong ngành Du lịch.

## Sự nghiệp giải trí
Cha bà là một đạo diễn phim.  và bà bắt đầu sự nghiệp với tư cách là một nữ diễn viên nhí, theo bước chân của chị gái bà, Feyrouz, một nữ diễn viên nhí rất nổi tiếng trước bà. Bà xuất hiện trong một loạt các bộ phim khi còn nhỏ, và cũng tham gia vào các bộ phim phát thanh, và trong các tác phẩm sân khấu. Danh tiếng của bà ngày càng lớn vào năm 1966, ở tuổi 17, với bộ phim đầu tiên mà bà có vai chính, "Al Murahiqa vai Saghira". Một trong những vai diễn được đánh giá cao nhất của bà là vai phụ mà bà đóng trong "Al Azab Imra'a".
Bà có hơn 60 bộ phim. Phần lớn trong số này là nhạc kịch, hoặc những bộ phim có chủ đề cốt truyện và kịch được ngắt quãng xen kẽ với bài hát và những bước nhảy. Hầu hết trong số chúng có mang âm hưởng truyện tranh. Nelly cũng đã tham gia một số bộ phim truyền hình melodrama thẳng, nổi bật nhất là "Bardis" và "Ad Dawwama".

### Fawazir Nelly
Trong số lượng lớn tác phẩm nghệ thuật của mình, Nelly nổi tiếng khắp Thế giới Ả Rập với tác phẩm "Fawazir Ramadan" (فوازير رمضان) (tạm dịch là câu đố Ramadan). Đây là một bộ các chương trình hài kịch truyền hình với nhiều âm nhạc và khiêu vũ, với Nelly là ngôi sao của các chương trình. Các chương trình được theo dõi rầm rộ đã được phát tới hàng chục đài truyền hình lớn của Ả Rập trên khắp Thế giới Ả Rập hàng ngày trong tháng chay Ramadan, trộn lẫn với các phân khúc giải trí nói chung. Chuỗi "fawazir" của mỗi năm được tổ chức cùng nhau xung quanh một chủ đề tổ chức khác nhau. Các chương trình bao gồm: Fawazir Arusty (1980), Fawazir Al Khatbah (1981), Fawazir Alam Wareq (1990), Fawazir Sanduq El Dunya (1991), Fawazir Om El Oreaf (1992), Fawazir Dunya Laaba (1995), Fawazir Zay El Naharda (1996).   Fawazir cuối cùng của Nelly là vào năm 1996, nhưng bà ấy đã thực hiện một chương trình theo phong cách fawazir có tên Alf Leila Wa Leila vào năm 2001. Kể từ đó, Nelly đã từ chối một số đề xuất để thực hiện một fawazir khác vì lý do "thiếu ý tưởng mới".

### Những năm gần đây
Nelly đã giải nghệ phần lớn từ việc làm phim, chương trình hài kịch và âm nhạc, nhưng bà đã xuất hiện như một khách mời trong một số chương trình nói chuyện và giải trí trên TV. Bà cũng từng làm giám khảo năm 2006 trong The X Factor, chương trình tìm kiếm tài năng ca hát truyền hình XSeer Al Najah. Vào tháng 1 năm 2010, có thông tin rằng Nelly đã chấp nhận vai nữ diễn viên trong một bộ phim truyền hình nghiêm túc được đề xuất. Nếu đề xuất này được hoàn thành, đây sẽ là vai diễn kịch nghiêm túc đầu tiên của Nelly kể từ năm 1989.

### Đóng phim
- - (2002) ألو رابع مرة TV series[6]
  - (2000) ألف ليلة وليلة TV series[6]
  - (1997) سنوات الشقاء والحب TV series[6]
  - Mekanika (TV Movie) (Nancy / Rich spoiled heiress) (1993)
  - Ana Wenty Wa Sa'at Alsafar (1985)
  - Pardes (1985) TV series برديس
  - قط الصحراء
  - The Ghoul (Moshira) (1983)
  - حبيبي الذي لا أعرفه[6]
  - مسرحية إنقلاب[6]
  - غابة من الرجال[6]
  - الخاتم[6]
  - إنها مجنونة مجنونة[6]
  - اتنين على الهوا[6]
  - حادث النصف متر[6]
  - مع تحياتي لأستاذي العزيز[6]
  - دندش[6]
  - لحظة ضعف[6]
  - اللعبة القذرة[6]
  - العاشقة[6]
  - Unconditionally Female (1980)
  - Sin of an Angel (خطيئة ملاك)[7] (1979)
  - Al eeteraf al akhir (1978)
  - Al-azab emra aa (Inass) (1977)
  - الوهم[6]
  - خطيئة ملاك[6]
  - شفاه لا تعرف الكذب[6]
  - عيب يا لولو.. يا لولو عيب[6]
  - النشالة[6]
  - إمرأة بلا قيد[6]
  - الإعتراف الأخير[6]
  - مبروك جالك ولد[6]
  - أهلا يا كابتن[6]
  - طائر الليل الحزين[6]
  - العذاب امرأة[6]
  - عذراء.. ولكن[6]
  - البنت الحلوة الكدابة[6]
  - الدموع في عيون ضاحكة[6]
  - وداعًا للأمس[6]
  - شلة الأنس[6]
  - العاشقات[6]
  - الحساب يا مدموزيل[6]
  - صائد النساء[6]
  - نساء ضائعات[6]
  - إمرأتان[6]
  - الخاطئون[6]
  - سيدتي الجميلة[6]
  - سؤال في الحب[6]
  - عايشين للحب[6]
  - غابة من السيقان[6]
  - قاع المدينة[6]
  - نساء للشتاء[6]
  - دنيا[6]
  - مسرحية سندريلا والمداح[6]
  - بنات للحب[6]
  - مسرحية كباريه[6]
  - الشحات[6]
  - كلمة شرف[6]
  - نساء الليل[6]
  - مدينة الصمت[6]
  - ذكرى ليلة حب[6]
  - الدوامة TV series[6]
  - الحب والصمت[6]
  - المارد TV series[6]
  - شياطين البحر[6]
  - ملوك الشر[6]
  - مسرحية العيال الطيبين[6]
  - شباب في عاصفة[6]
  - عصابة الشيطان[6]
  - مذكرات الآنسة منال[6]
  - غداً يعود الحب[6]
  - لا لا يا حبيبي[6]
  - إمرأة زوجي[6]
  - مغامرة شباب[6]
  - Medinet al-Samt (1973)
  - صباح الخير يا زوجتي العزيزة[6]
  - يوم واحد عسل[6]
  - مجرم تحت الاختبار[6]
  - دلع البنات[8]
  - زوجة بلا رجل[6]
  - الحب سنة 70[6]
  - أسرار البنات[6]
  - مسرحية الدلوعة[6]
  - الرجل الذي فقد ظله[6]
  - نساء بلا غد[6]
  - اللص الظريف[6]
  - طائر الليل الحزين[8]
  - مذكرات الآنسة منال[8]
  - Ana al-Doctor (Nadia) (1968)
  - El ragol el-lazi fakad zilloh (Samia Samy) (1968)
  - Mogrem taht el-ekhtebar (Aziza) (1968)
  - Aguazet seif (Hala) (1967)
  - Beit el talibat (Amal) (1967)
  - Nora (Nora) (1967)
  - The Teddy Boys (المشاغبون)[9] (1966)
  - المراهقة الصغيرة[8] (1966)
  - [6](1959) الرمال الناعمة
  - [6](1958) هي والرجال
  - التوبة[6] (1958)
  - رحمة من السماء[8] (1958)
  - حتى نلتقي[8] (1957)
  - Birds of Paradise (عصافير الجنة)[10] (1956)
  - عصافير الجنة[8] (1955)
  - الحرمان[8] (1953)

### Giải thưởng
- Vai phụ hay nhất trong "Al Azab Imra'a" (Tiếng Việt)
- Giải thưởng thành tựu trọn đời trong Liên hoan phim quốc tế Alexandria năm 1999
- Giải thưởng xuất sắc Murex tại Lebanon 2008.